# Соловей Юрій Онисимович
Юрій Онисимович Соловей (нар. 23 травня 1949, Кіровоград) — український і європейський художник, художник-постановник і актор. Член Російської академії природничих наук. Член Міжнародного художнього фонду.

## Біографія
Юрій Соловей народився 23 травня 1949 року в Кіровограді. З ранніх років захоплювався живописом і театром. Після вступу в Ярославське театральне училище на курс Фірса Юхимовича Шишигина продовжував заняття живописом.
По закінченні училища в 1969 році молодого актора і художника-постановника прийняли на роботу в театри Одеси та Новгорода. З 1974 року член Спілки театральних діячів Росії. У 1975 році перейшов в трупу театру імені Ленсовета в Ленінграді. Через кілька років Юрій Соловей одружився з Алісою Фрейндліх.
З 1985 року працює художником-постановником у ленінградських театрах і творчих об'єднаннях, таких як: «Факел» (1985–1987), концертна студія театральних артистів (1987–1989), театр «Російська антреприза ім. Андрія Миронова» (1989–1996). У 1989 році Юрій відкриває своє художнє ательє на Пушкінській, 10, де незабаром знайомиться з ватажками ленінградського художньо-музичного андерграунду.
З 1992 року проводить виставки своїх робіт в Ізраїлі, США, Німеччині, Франції.
З 1999 року живе і працює в Гамбурзі, Німеччина.
Нагороджений медаллю Леонардо да Вінчі Європейської академії природничих наук.

## Персональні виставки
- 1992 — Галерея «Schloss Reinfeld» м. Занкт-Гоар, Німеччина. Галерея «Galerie in Montabauer» м. Монтабауер, Німеччина.
- 1993 — Галерея «Маяковський» м. Берлін, Німеччина.
- 1994 — Галерея «Sinagoge in Polch» м. Польхем, Німеччина.
- 1995 — Галерея «Aleksander Art» м. Страсбург, Франція. Галерея «Ambiente und Kunst» м. Валлендар, Німеччина.
- 1994 — Галерея «Rischon» Тель-Авів, Ізраїль. Галерея «Intre's Art» м. Бремен, Німеччина.
- 1994 — Галерея «Essig» м. Бонн, Німеччина. Галерея «Intre's Art» м. Бремен, Німеччина. Галерея «Presse Club» м. Бремен, Німеччина
- 1994 — Галерея «Sankt Petersburg» м. Гамбург, Німеччина. Галерея «Grant», SoHo, м. Нью-Йорк, США.
- 1999 — Галерея «Alte Molkerei» м. Ворпсведе, Німеччина. Галерея «New Hope», м. Нью Хоуп, США
- 2000 — Галерея «Grant», SoHo, м. Нью-Йорк, США.
- 2001 — Галерея «Alte Molkerei» м. Ворпсведе, Німеччина. «Art Atelier» Schnoor 12, м. Бремен, Німеччина.
- 2002 — Галерея «Imageni» м. Гамбург, Німеччина.
- 2003 — Виставка в «Crusoe Halle» м. Бремен, Німеччина. Спільна виставка в «Handelskammer» м. Гамбург, Німеччина.
- 2004 — Галерея «Berliner Platz» м. Вільгельмсхафен, Німеччина.
- 2005 — Галерея «Berliner Platz» м. Вільгельмсхафен, Німеччина.
- 2005 — Галерея «Art Atelier Yuri Solovei» м. Гамбург, Німеччина.
- 2007 — Міжнародний художній фонд, Москва.
- 2008 — Ярмарок мистецтв, Малий манеж, Москва.
- 2009 — Галерея «Hanse Art», м. Бремен, Німеччина.

Багато картин перебувають сьогодні в приватних колекціях у Франції, Бельгії, Швеції, Німеччини, Фінляндії, Росії, Ізраїлі та США.